# Káto Glikóvrisi
Káto Glikóvrisi är en ort i Grekland.   Den ligger i prefekturen Lakonien och regionen Peloponnesos, i den södra delen av landet, 150 km sydväst om huvudstaden Aten. Káto Glikóvrisi ligger 67 meter över havet och antalet invånare är 1 753.
Terrängen runt Káto Glikóvrisi är kuperad österut, men västerut är den platt. Havet är nära Káto Glikóvrisi åt sydväst. Runt Káto Glikóvrisi är det ganska glesbefolkat, med 35 invånare per kvadratkilometer. Närmaste större samhälle är Moláoi, 6,7 km öster om Káto Glikóvrisi. Trakten runt Káto Glikóvrisi består till största delen av jordbruksmark.